# Aleksandr Bezobrazov

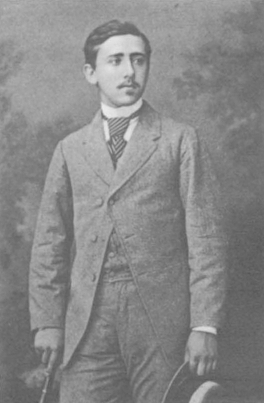
Aleksandr Bezobrazov, omkring 1873.

Aleksandr Michailovitj Bezobrazov, född 1855 och död 1931, var en rysk statssekreterare.
Efter att ha varit ryttmästare i hästgardet och under 1880-talet chef för ochranan bildade Bezobrazov 1901 tillsammans med andra ett aktiebolag för exploatering av de nordkoreanska skogarna. Han övertog 1902 det 1896 grundade Yalytimmerkompaniets koncession och lyckades med hjälp av Jevgenij Aleksejev förmå flera av kejsarhusets medlemmar att teckna aktier till betydande belopp. Detta i förening med Bezobrakovs inflytande på Nikolaj II, som gjorde honom till statssekreterare, blev till en viktig orsak till det för Ryssland så olyckliga Rysk-japanska kriget. Den kejserlig hade nu ett speciellt intresse av att bevara det för Japan olidliga ryska inflytandet i Korea, och i stället för kloka eftergifter för de japanska kraven följde, delvis på Bezobrazovs råd och trots Sergej Wittes varningar.